# Gemeinde Mengeš
Mengeš (deutsch Mannsburg) ist der Name einer Gemeinde und ihres Hauptortes, der Stadt  Mengeš, in der Region Gorenjska in Slowenien.

## Lage
Die aus vier Ortschaften  bestehende Gesamtgemeinde mit dem Hauptort Mengeš liegt nördlich von Ljubljana.

## Ortschaften
| - Dobeno (deutsch Doben), - Loka pri Mengšu (deutsch Laak bei Mannsburg) | - Mengeš (deutsch Mannsburg) - Topole (deutsch Fieburg) |

## Nachbargemeinden
|           | Komenda                                     | Kamnik  |
| Vodice    | Kompassrose, die auf Nachbargemeinden zeigt | Domžale |
| Ljubljana | Trzin                                       | Domžale |

## Geschichte
Die Kleinstadt Mengeš wird auch die Stadt der Musik genannt. In der ehemaligen Fabrik Melodija Mengeš wurden Harmonikas hergestellt. Diese Fabrik wurde vom bekannten Instrumentenbauer Josef Fleiß gegründet. Auch nach der Schließung werden weiterhin diese Instrumente in kleinen Handwerksbetrieben hergestellt.